# 12. Division
La 12. Division fu una divisione regolare dell'Esercito prussiano costituita nel 1818 e integrata dopo il 1871 nel nuovo Esercito tedesco, inserita all'interno del VI corpo d'armata prussiano. I soldati della divisione erano reclutati in Slesia e l'unità aveva la sua base in tempo di pace nella città di Neisse.
Dopo aver partecipato con distinzione alla guerra contro l'Austria del 1866 e alla guerra franco-prussiana del 1870-1871, la divisione prese parte alla prima guerra mondiale combattendo prevalentemente sul fronte occidentale.
Nell'autunno 1917 la 12. Division venne trasferita insieme ad altre unità tedesche, sul fronte italiano dove svolse un ruolo decisivo nella battaglia di Caporetto; furono i soldati slesiani di questa divisione che il 24 ottobre avanzarono in profondità nella nebbia lungo il fondovalle dell'Isonzo e raggiunsero, dopo una sorprendente marcia di oltre 20 chilometri in poche ore, la cittadina di Caporetto, sfondando completamente il fronte italiano e seminando il panico e la confusione tra i reparti nemici di retrovia
Dopo la brillante condotta sul fronte italiano, la 12. Division ritornò sul fronte occidentale dove continuò a combattere fino al termine della guerra. La divisione venne ufficialmente sciolta nel 1919 dopo la sconfitta e la caduta del Reich tedesco.

## Storia
Costituita come nuova formazione regolare nel 1818 dopo la fine delle guerre napoleoniche, la 12. Division (12ª Divisione) dell'Esercito prussiano venne reclutata in Slesia, principalmente nei distretti dell'Alta Slesia; il suo quartier generale venne stabilito nella città di Neisse.

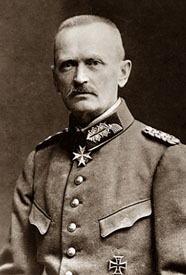
Il generale Martin Chales de Beaulieu, comandante della 12. Division nel 1914 sul fronte occidentale.

Inquadrata nel VI corpo d'armata prussiano, la divisione entrò in combattimento per la prima volta nella sua storia partecipando nel 1866 alla guerra contro l'Impero austriaco durante la quale ebbe modo di distinguersi nella decisiva battaglia di Sadowa. Nel 1870 invece all'inizio della guerra franco-prussiana, il VI corpo d'armata rimase in Germania per affrontare eventuali minacce austriache ai confini meridionali e quindi la 12. Division non prese parte alla battaglia di Gravelotte e alla battaglia di Sedan che decisero la campagna. Il VI corpo venne trasferito in Francia nella seconda parte della guerra e la divisione slesiana entrò finalmente in combattimento, partecipando anche al lungo e duro assedio di Parigi.
Durante il periodo di pace successivo alla costituzione del Reich tedesco, la 12ª Divisione venne mantenuta nell'ordine di battaglia del nuovo esercito germanico unificato come divisione attiva regolare sempre alle dipendenze, insieme alla 11. Division, del VI corpo d'armata prussiano il cui quartier generale era stanziato a Breslavia.
La 12. Division venne mobilitata nell'agosto 1914 all'inizio della prima guerra mondiale e, al comando del generale Martin Chales de Beaulieu, venne assegnata al VI corpo d'armata del generale Kurt von Pritzelwitz, sul fronte occidentale; le due divisioni del corpo d'armata slesiano entrarono a far parte della 4ª Armata tedesca che marciò con successo attraverso le Ardenne durante la battaglia delle Frontiere. La divisione slesiana si distinse soprattutto nel cruento combattimento di Rossignol del 22 agosto 1914 dove sbaragliò una divisione coloniale francese che venne quasi completamente distrutta dal fuoco micidiale delle mitragliatrici tedesche mentre cercava di contrattaccare.
Dopo la fine della guerra di movimento, la 12. Division rimase sul fronte occidentale fino al 1916 e venne coinvolta nella dura e sfibrante guerra di trincea; in particolare partecipò ai combattimenti della Somme durante il quale le truppe tedesche subirono gravi perdite, pur riuscendo tenacemente ad evitare uno sfondamento della linea del fronte. Dopo un breve trasferimento sul fronte orientale per alcuni mesi della seconda metà del 1916, durante i quali non prese parte a grandi battaglie, la divisione ritornò ancora una volta all'ovest e venne stazionata da maggio a settembre 1917 in Alsazia.
La decisione degli alti comandi tedesco e austro-ungarico di rinforzare lo schieramento sul fronte italiano con divisioni germaniche per costituire una massa offensiva e sferrare un grande attacco sull'Isonzo, portò al trasferimento della 12. Division dal fronte occidentale a Klagenfurt, dove i soldati slesiani rimasero per circa un mese per essere riequipaggiati e addestrati per la guerra di montagna prima di intraprendere la marcia di avvicinamento verso la testa di ponte di Tolmino, punto di partenza principale dell'offensiva austro-tedesca. Il movimento finale della 12. Division verso l'Isonzo avvenne a partire dal 14 ottobre attraverso il disagiato passo di Loibl e avvenne in condizioni climatiche sfavorevoli, sottoponendo le truppe a fatiche e disagi. I soldati slesiani apparvero molto provati alla fine della marcia e arrivarono esausti all'interno della testa di ponte di Tolmino dove poterono finalmente disporre di alcuni giorni di riposo.
Alla 12. Division era stato assegnato uno dei compiti più importanti dell'offensiva austro-germanica; schierata nella testa di ponte subito dietro i reparti dell'Alpenkorps, avrebbe dovuto avanzare risolutamente nella valle dell'Isonzo, lungo entrambe le rive del fiume, e raggiungere al più presto, senza preoccuparsi di possibili minacce sui fianchi, le retrovie della 2ª Armata italiana. Il 24 ottobre 1917 la 12. Division raggiunse, al comando del generale Arnold Lequis, il più brillante successo della sua storia e conseguì risultati superiori alle previsioni giocando un ruolo decisivo nella battaglia di Caporetto. I soldati slesiani, favoriti dalla nebbia che li nascose alla vista del nemico sulle alture, avanzarono dalle ore 09.00 lungo le due sponde dell'Isonzo dopo aver superato facilmente le linee avanzate italiane, e marciarono rapidamente in profondità nel fondo valle. Senza essere né individuati, né contrastati dalle forze nemiche sulle alture dominanti, nell'arco di poche ore il 23º e il 63º reggimento della divisione sbaragliarono uno dopo l'altro i deboli reparti italiani incontrati lungo la strada che, colti completamente di sorpresa, non furono in grado di opporre resistenza. I tedeschi occuparono successivamente i villaggi del fondo valle Isonzo: Foni, Gabrje, Volarje, Idersko, Kamno, Smast, catturarono molti prigionieri, crearono grande confusione nelle retrovie italiane e sorpresero indifese le batterie dell'artiglieria nemica.

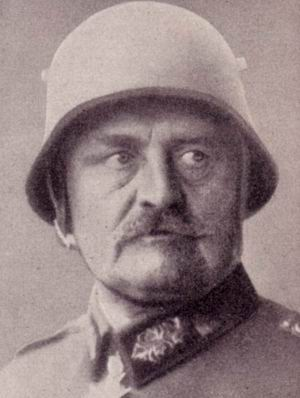
Il generale Arnold Lequis, comandante della 12ª Divisione durante la battaglia di Caporetto.

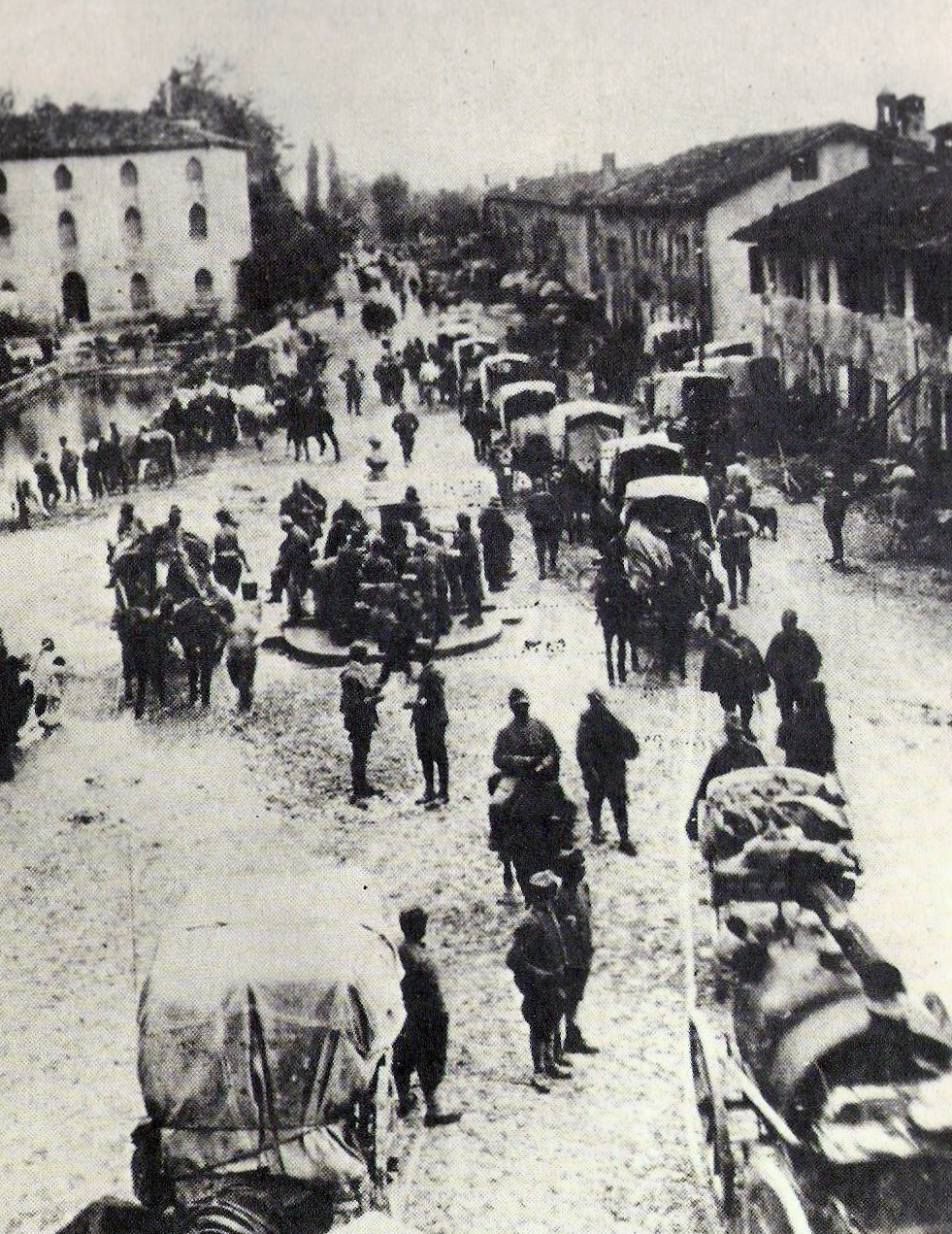
Colonne italiane a Caporetto il 24 ottobre, circa un'ora prima dell'arrivo nella cittadina delle truppe tedesche della 12. Division.

Alle ore 15.30 i reparti della divisione raggiunsero e occuparono dopo brevi combattimenti l'importante nodo strategico di Caporetto, catturando altri prigionieri, mezzi e materiali nemici, prendendo posizione allo sbocco della valle del Natisone e tagliando la ritirata delle truppe italiane schierate più a nord. Gli slesiani non si arrestarono a Caporetto ed entro le ore 22.30 avanzarono ancora fino a Robic e Golobi. La 12. Division aveva marciato e combattuto per tutta la giornata, era avanzata per 27 chilometri in dodici ore, aveva sfondato completamente il fronte nemico, aveva catturato 10.000 prigionieri e 100 cannoni. Il generale Konrad Krafft von Dellmensingen ha giudicato questa audace azione della 12. Division la più riuscita manovra di sfondamento di una linea fortificata di tutta la guerra mondiale, "senza precedenti nella storia della guerra di posizione". In riconoscimento della brillante e risoluta condotta di ufficiali e soldati della 12. Division, il generale Arnold Lequis venne decorato la notte stessa del 24 ottobre, su decisione del Kaiser, con il prestigioso Ordine pour le Mérite, la massima decorazione al valore dell'Impero tedesco.
Dopo la grande vittoria del 24 ottobre, gli slesiani della 12. Division continuarono ad ottenere, insieme alle altre divisioni austro-tedesche, importanti successi nei giorni seguenti durante la fase di sfruttamento e di inseguimento dell'esercito italiano in rotta. Il 25 ottobre alcuni reparti della divisione salirono sulle pendici del Monte Matajur, mentre altre formazioni arrivarono a Stupizza avanzando lungo la valle del Natisone. Quindi tra il 27 ottobre e il 3 novembre 1917 la 12. Division marciò verso Cividale, raggiunse il fiume Torre e attaccò la testa di ponte italiana sul Tagliamento di Ragogna. Il 4 novembre venne attraversato anche questo fiume a Pinzano e quindi i reparti della divisione proseguirono su Sacile e Vittorio Veneto, giungendo al fiume Piave a Vidor il 10 novembre.
L'inseguimento era giunto al termine e l'esercito italiano aveva organizzato una nuova linea difensiva sul Piave e il massiccio del Grappa che fu in grado di arrestare l'offensiva austro-tedesca. La 12. Division venne ritirata dalla prima linea e trasferita in riserva a Filetto fino a metà dicembre, prima di essere trasferita di nuovo sul fronte occidentale.
Nel 1918 la 12. Division fece inizialmente parte delle riserve del quartier generale preparate per l'offensiva di primavera all'ovest; venne successivamente impegnata nella quarta battaglia di Ypres e nella serie di continui scontri in conseguenza dell'offensiva generale alleata iniziata in agosto. I reparti della divisione continuarono a combattere tenacemente in difesa nel settore settentrionale del fronte ripiegando lentamente, insieme alle altre divisioni tedesche, verso est, abbandonando i territori occupati della Francia e del Belgio.
Dopo l'armistizio dell'11 novembre 1918, la 12ª Divisione slesiana rientrò disciplinatamente in patria insieme al resto dell'esercito tedesco e venne sciolta nel 1919 a seguito della disposizioni previste dai trattati di pace e delle clausole sul disarmo della Germania.

## Ordini di battaglia

### Guerra Franco-Prussiana
- 23. Infanterie-Brigade
  - Infanterie-Regiment Nr. 22
  - Infanterie-Regiment Nr. 62
- 24. Infanterie-Brigade
  - Infanterie-Regiment Nr. 23
  - Infanterie-Regiment Nr. 63
- Dragoner-Regiment Nr. 15

### Inizio della Prima Guerra Mondiale
- 24. Infanterie-Brigade:
  - Infanterie-Regiment von Winterfeldt (2. Oberschlesisches) Nr. 23
  - 3. Oberschlesisches Infanterie-Regiment Nr. 62
- 78.Infanterie-Brigade:
  - 4. Oberschlesisches Infanterie-Regiment Nr.63
  - 4. Schlesisches Infanterie-Regiment Nr. 157
- Ulanen-Regiment von Katzler (Schlesisches) Nr. 2
- 12. Feldartillerie-Brigade:
  - Feldartillerie-Regiment von Clausewitz (1. Oberschlesisches) Nr. 21
  - 2. Oberschlesisches Feldartillerie-Regiment Nr. 57
- 2. Kompanie/Schlesisches Pionier-Bataillon Nr. 6
- 3. Kompanie/Schlesisches Pionier-Bataillon Nr. 6

### Battaglia di Caporetto
- 24. Infanterie-Brigade:
  - Infanterie-Regiment von Winterfeldt (2. Oberschlesisches) Nr. 23
  - 3. Oberschlesisches Infanterie-Regiment Nr. 62
  - 4. Oberschlesisches Infanterie-Regiment Nr.63
  - Maschinengewehr-Scharfschützen-Abteilung Nr. 20
- 4.Eskadron/Ulanen-Regiment von Katzler (Schlesisches) Nr. 2
- Artillerie-Kommandeur 12:
  - Feldartillerie-Regiment von Clausewitz (1. Oberschlesisches) Nr. 21
  - Fußartillerie-Bataillon Nr. 88
- Schlesisches Pionier-Bataillon Nr. 6
- Divisions-Nachrichten-Kommandeur 12

## Comandanti durante la Prima guerra mondiale
| Generalleutnant | Martin Chales de Beaulieu | dal 25 giugno 1913 fino al 7 novembre 1915 |
| Generalleutnant | Karl Fouquet              | dall'8 novembre 1915 al 29 novembre 1916   |
| Generalleutnant | Arnold Lequis             | dal 30 novembre 1916 al 21 settembre 1918  |
| Generalmajor    | Maximilian von Funcke     | dal 22 settembre 1918 al 3 gennaio 1919    |
| Generalleutnant | Curt Briese               | dal 4 gennaio 1919 al 27 giugno 1919       |